# 聖佩德羅德約克
7°25′58″S 79°30′21″W / 7.43278°S 79.50583°W
聖佩德羅德約克（西班牙語：San Pedro de Lloc），是秘魯的城鎮，它位於該國西北部拉利伯塔德大區，是帕卡斯馬約省的首府，距離特魯希略99公里，海拔高度43米，2005年人口16,198，人口密度每平方公里8.5人。